# Jean-Bernard Condat
Jean-Bernard Condat, né le 26 novembre 1963 à Béziers, est un ancien hacker, devenu consultant pour la DST,. Surnommé le concombre, il a été le hacker le plus connu de France dans les années 1990, ne serait-ce que par ses apparitions à la télévision.
En 1989, il participe, à la demande de l'agent de la DST Jean-Luc Delacour, à la création du Chaos Computer Club France. Le CCCF était un faux groupe de hackers créé dans l'unique but de documenter et de surveiller le milieu hacker français de l'époque. Le groupe aurait, selon le journaliste Jean Guisnel, travaillé en collaboration avec la gendarmerie.

## Biographie
Jean-Bernard Condat obtient son baccalauréat à 16 ans avant de commencer des études de musicologie à l'université de Lyon où il obtient un DEUG. Vers 1982, il intègre la DST qui le place à différents postes stratégiques dans diverses entreprises (comme sysop à CompuServe France).
En 1984, au prétexte de travailler sur sa thèse, Jean-Bernard Condat se fait prêter un exemplaire d'un Euterlab 100, l'invention d'une société de la région lyonnaise, et participe au prix scientifique Philips 1984 pour les jeunes en se présentant comme son inventeur, concours où il obtient le deuxième prix. Son imposture est par la suite démasquée.
En 1988, il publie un livre intitulé Nombre d'or et musique, et plusieurs sur Internet avec le directeur de la formation de Netscape,.

### Création du CCCF
En 1989, il fonde le CCCF (Chaos Computer Club France) et en fut le président. Ce club se développe (jusqu'à 75 membres actifs plus les innombrables satellites) et permet à la DST de ficher la plupart des individus compétents en France et les principaux « étrangers » (environ 2500 fichés). Le CCCF permet en plus de collecter des renseignements sur les failles de sécurité des systèmes de télécommunications français, sur toutes les dernières méthodes de fraude et surtout sur les failles de sécurité des systèmes d'informations des entreprises françaises et étrangères.
Dans un de ses ouvrages publié en 1995, le journaliste Jean Guisnel consacre plusieurs pages à Jean-Bernard Condat où il le dépeint notamment comme un des personnages en vue sur la scène pirate, écrivant des articles et offrant ses services aux entreprises souhaitant améliorer la sécurité de leurs systèmes informatiques, mais travaillant en fait pour la DST qui repérait ainsi les « vrais » pirates.

### Carrière ultérieure
En 1999, Jean-Bernard Condat participe, avec Éric Blot-Lefevre, à la création de Posteasy, désormais TrustMission , une entreprise qui propose de transmettre, par voie postale ou électronique sécurisée, des documents (courrier, facture, fax, mail) en gardant les traces des communications (vocales, ou fax/courriel, courrier physique ou télégramme) sous forme chiffrée et en garantissant l'opposabilité juridique des documents. Depuis 2006, TrustMission fait partie du groupe Banques Populaires-Caisses d'Épargne, avec comme actionnaire de référence la Banque Palatine qui détient 34 % du capital. Depuis juillet 2001, la solution de TrustMission est proposée aux particuliers qui peuvent ouvrir un compte électronique documentaire[source insuffisante].

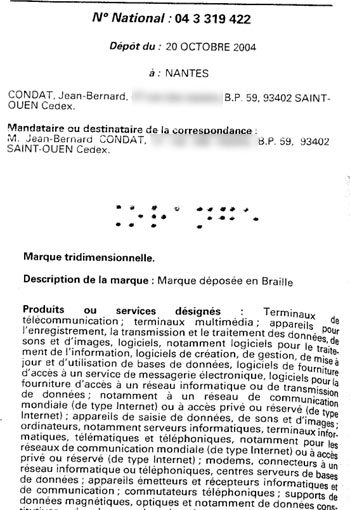
Première marque française déposée pour l'opérateur Orange en braille à l'INPI, Nantes, 2004.

Depuis 2000, Jean-Bernard Condat a déposé différents brevets en matière de sécurité de l'information dans divers domaines notamment dans le courrier, l'assurance des titres de propriété industrielle ou encore la numérisation du corps humain,,,,.